# Villarejo de Salvanés
Villarejo de Salvanés és un municipi de la Comunitat Autònoma de Madrid. Limita al nord amb Tielmes a 12 km i Perales de Tajuña a 11 km; a l'est amb Valdaracete a 9 km i Fuentidueña de Tajo a 12 km; al sud amb Villamanrique de Tajo a 11 km i Villarrubia de Santiago (província de Toledo) a 25 km; i a l'oest amb Valdelaguna a 8 km, Colmenar de Oreja a 12 km i Belmonte de Tajo a 6 km.

## Història
El 23 d'abril de 1099 es té la primera notícia sobre Villarejo referit a Salvanés solament. Alfons VI de Castella i Isabel, la seva dona, donant la vall de Salvanés i altres llocs a l'Església de Toledo en un Privilegi Reial. En 1174, Alfons IX de Lleó va donar el Castell de la Alharilla al Maestre de Santiago Pedro Fernández de Font Escalada. En 1240, el Comendador de Salvanés en l'Orde de Santiago era Ramón Iñiguez i Maestre de l'Ordre Don Rodrigo Iniguez. A finals segle xv, l'Encomana de Villarejo de Salvanés passa a ser Capçalera de l'Encomana Major de Castella en l'Orde de Santiago.
En 1545, és Comendador Major de Castella Juan de Zúñiga Avellaneda i Velasco, fill de Pedro de Zúñiga i Avellaneda, Comte II de Miranda del Castañar, institutor del principe, el futur Felipe II, Capità de la Guàrdia de l'emperador Carles V. A la fi del segle xvi, Lluís de Requesens i Zúñiga, fill de Juan de Zúñiga Avellaneda i Velasco, Lloctinent de Joan d'Àustria en la batalla de Lepant, va manar aixecar un temple a la Imatge de Nostra Senyora de Lepanto, en memòria de la derrota que les armes cristianes infligiren als turcs i va donar fi a l'hegemonia turca en el Mediterrani. En 1866, el general Joan Prim es va revoltar (de manera fallida) a Villarejo de Salvanés contra el govern de Leopoldo O'Donnell i el règim isabel·lí (Revolta de Villarejo de Salvanés).